# Bupleurum abchasicum
Bupleurum abchasicum là một loài thực vật có hoa trong họ Hoa tán. Loài này được Manden. mô tả khoa học đầu tiên năm 1937.